# 東宮西宮 (電影)
《东宫西宫》（英語： East Palace, West Palace）是中國1996年的一套同志電影，由張元導演。電影以1991年在北京一次假借健康調查為名而清算市內同性戀人士的事件作為藍本，並由當時嶄露頭角的新星胡軍、趙薇等演出。本片獲當年阿根廷Mardel Plata电影节的「最佳导演」、「最佳编剧」奖項。

## 故事大綱
故事以北京故宮的某公园為背景，那裡是當地同性恋者的幽会场所。為打擊這些人在公园幽會，派出所會派警察到公園巡查，並遞捕可疑人士調查。故事從這裡開始......

## 角色列表
| 演员   | 角色         | 备注 |
| 司汗   | 阿蘭         |      |
| 胡軍   | 小史         |      |
| 劉欲曉 | 女贼         |      |
| 馬雯   | 衙役         |      |
| 趙薇   | 公共汽車     |      |
| 葉靜   | 阿蘭（少年） |      |
| 王全   | 阿蘭（童年） |      |
| 呂蓉   | 阿蘭的母親   |      |